# Brigada de Bomberos de París

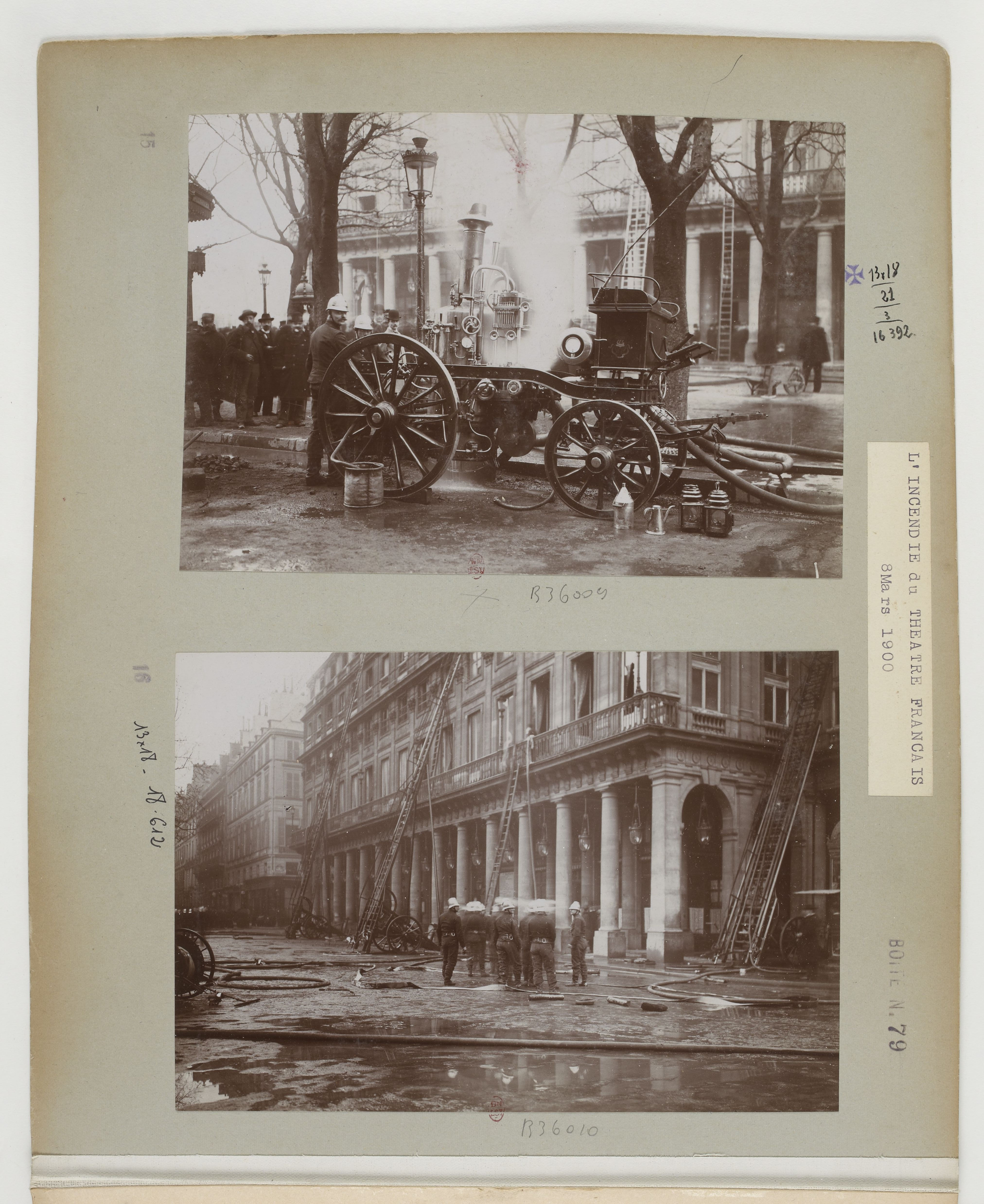
Intervención de la BSPP en 1900.

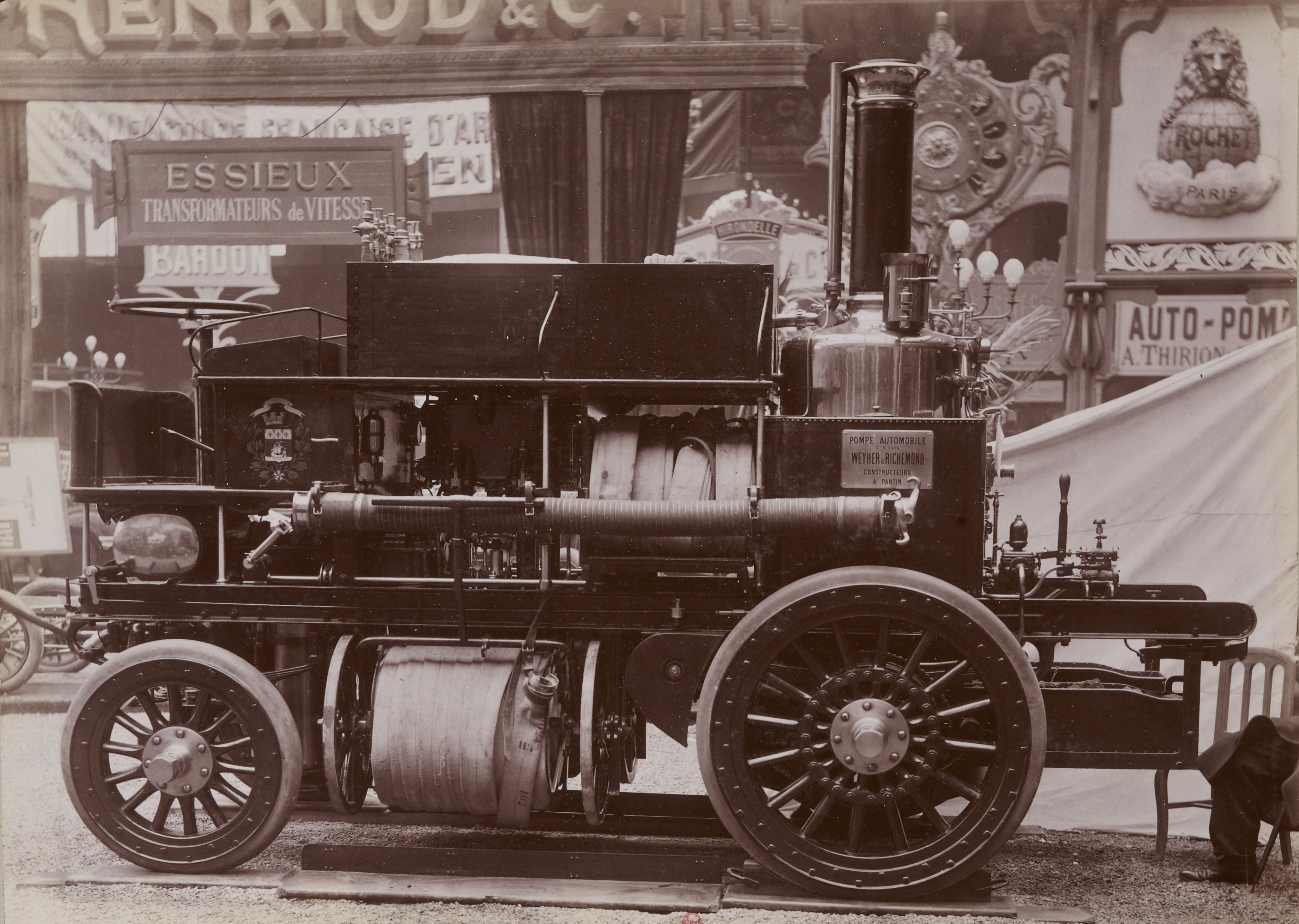
Autobomba en el Salón del Automóvil de París en 1903.

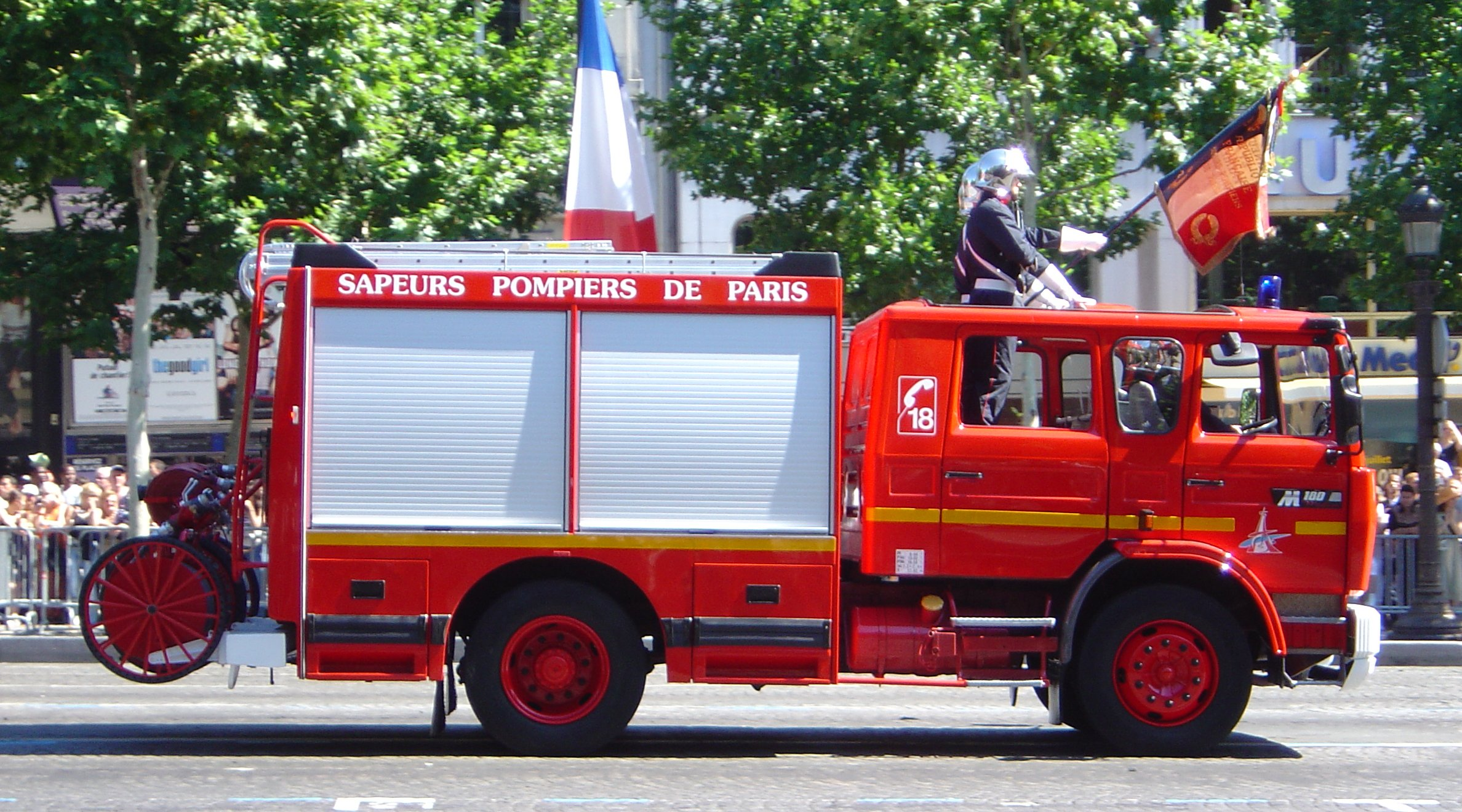
La Brigada de Bomberos de París en el desfile del 14 de julio de 2003.

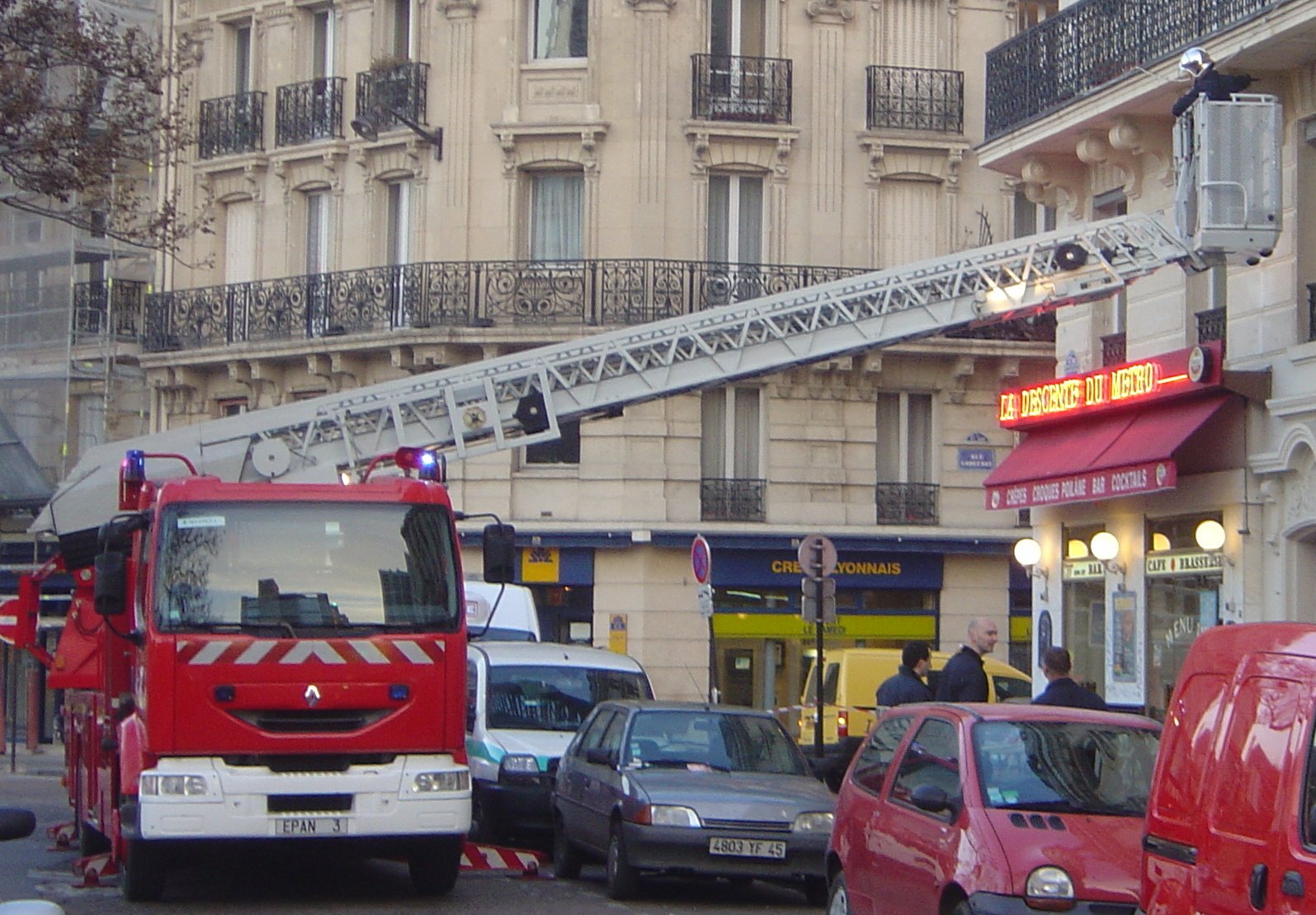
Autoescala automática en una intervención.

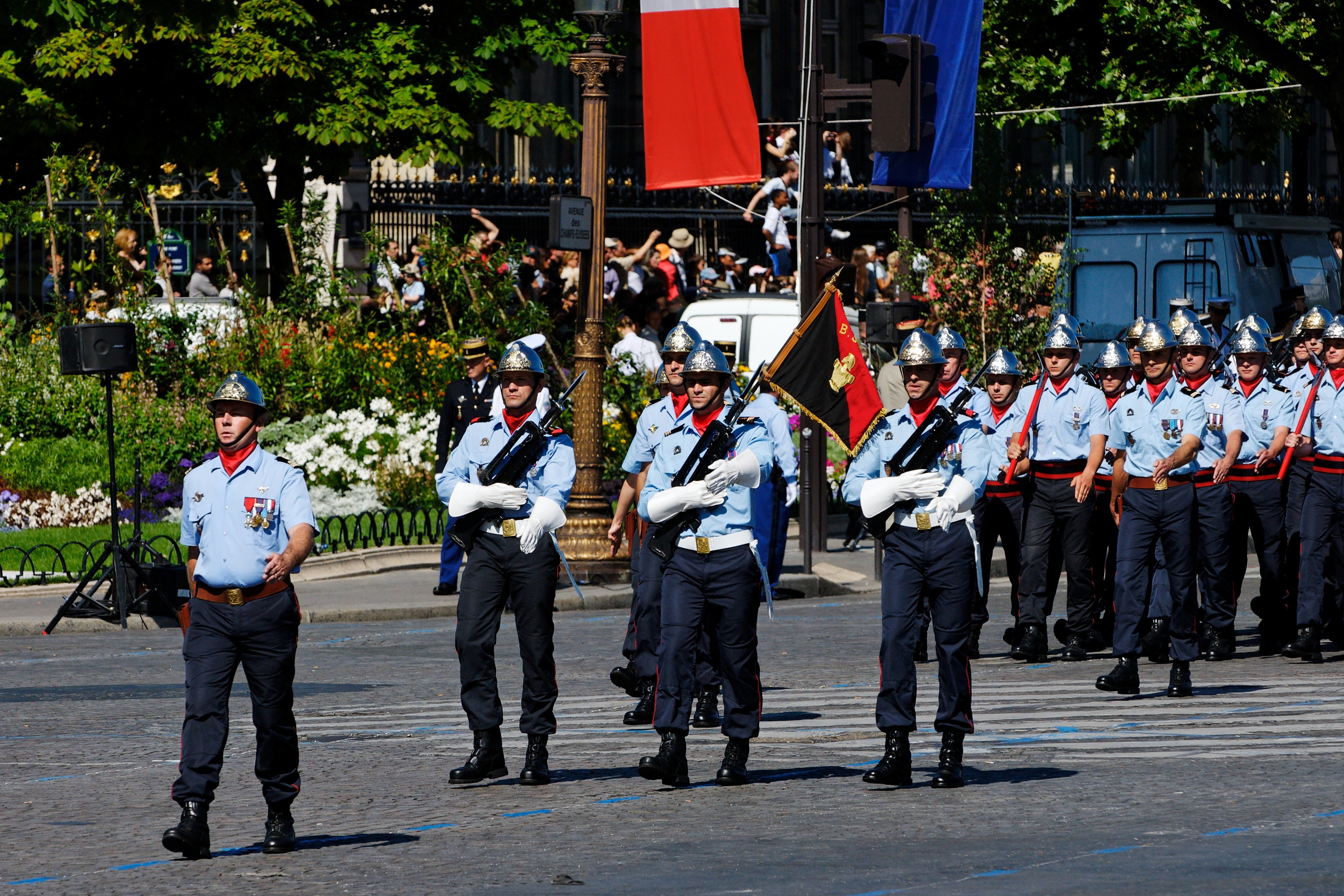
Brigada de Bomberos de París durante el desfile de la Fiesta Nacional francesa en 2008 sobre los Campos Elíseos en París.

La Brigada de Bomberos de París (Brigade de Sapeurs-Pompiers de Paris en francés), conocida también por sus siglas BSPP, conocida popularmente como la Brigada (la Brigade en francés), es una unidad del ingeniería del Ejército de Tierra francés, bajo la autoridad del prefecto de Policía de París. Está dirigida por el general de brigada Joseph Dupré La Tour desde el 1 de agosto del 2022.
Esta brigada, de estatus militar como el Batallón de Bomberos de Marsella, los Bomberos del Aire y los Bomberos de la Marina Nacional francesa, interviene sobre el territorio de la aglomeración urbana parisina, en París y sus tres departamentos limítrofes: Hauts-de-Seine, Sena Saint-Denis, Valle del Marne. Asegura igualmente el servicio del Puerto espacial de Kourou, en la Guayana Francesa, y de la base de pruebas de misiles de la Dirección General de Armamento, en Biscarrosse. 
El presupuesto anual de funcionamiento era 323,7 millones de euros en 2012, del que el 78,2 % pertenece a las retribuciones (remuneración y cotizaciones sociales), 10,5 % al material, 8,8 % a la inversión inmobiliaria y 2,5 % a alquileres y cargas. Los contribuyentes del presupuesto son los departamentos (29 %), la ciudad de París (26 %), el Ministerio del Interior (24 %) y el restante, otros (21 %)[cita requerida].
La BSPP está regida actualmente por los artículos R.3222-13 al R.3222-18 del Código de la Defensa francés. El servicio cumple de forma similar con las funciones que desarrollan los Servicios Departamentales de Extinción de Incendios y Salvamento (Service départemental d'incendie et de secours en francés) en los demás departamentos franceses.

## Historia

### Bajo el Antiguo Régimen
Durante mucho tiempo, bajo el Antiguo Régimen, la lucha contra el incendio ha sido realizada por los propios habitantes o bien por cuerpos no especializados. Esta tarea fue confiada posteriormente a la guardia de la villa de París (guet royal). Las antiguas ordenanzas de policía de 1371, 1395 y 1400 imponían a los dueños el tener permanentemente un almud de agua cerca de su puerta, pero no daban ninguna indicación con respecto a las disposiciones a adoptar en caso de incendio.
En 1524, el parlamento de París ordenó que los habitantes fueran comandados cada tarde y noche por el preboste de los comerciantes de París para constituir la guardia nocturna, dando órdenes de tener provisiones de agua en cada casa así como colocar antorchas encendidas en las ventanas (primer alumbrado público de París).
El 7 de marzo de 1670, una ordenanza de policía impuso la asistencia de los obreros de la construcción a los incendios que pudieran suceder.
El 31 de julio de 1681, un buen número de cubos y jarros fue distribuido en París y sus suburbios, y depositados en los conventos y bajo la autoridad de los escabinos. Un depósito central estaba ubicado al consistorio parisino, con algunos más secundarios indicados a los habitantes. Pero al final, no había mucho más que los miembros de las comunidades religiosas y de los gremios de construcción aptos para intervenir en los incendios, por lo que Louis XIV sumó a estas funciones a las guardias suizas y francesas que tenían que «acudir al incendio a la primera alerta».
En esta época, había obligación de mantener en buen estado los pozos y sumideros, así como todos los medios de bombeo. No obstante, los resultados no fueron los esperados, y en 1699, para remediar a esta situación, François Dumouriez del Perrier obtuvo, por privilegio real, y para treinta años, la construcción y el suministro exclusivo de las bombas contra incendios nuevas con mangueras de cuero.
En 1715, François Dumouriez del Perrier fue nombrado por Louis XIV Director general de las Bombas públicas para remediar los incendios, sin que la administración pública tuviera que pagar nada, lo que lo convierte en el primer bombero profesional de Francia.
En 1719, 17 bombas públicas estaban repartidas en cinco barrios de París, mantenidas y manipuladas por una cuarentena de guardianes y bajo-guardianes, los primeros bomberos de París. No son todavía profesionales:
- tres bombas en el convento de los Agustinos, mantenidas por Duhamel (cerrajero), Herbain (alfarero), Quenet (carpintero), Laisné (zapatero), Duhamel (carpintero), Monneton (cerrajero), Corbonnot (cerrajero) y Legrand (zapatero);
- tres bombas en el convento de los Carmelitas, mantenidas por de La Potte (zapatero), Pelletier (carpintero), Saintbon (carpintero), Pelletier (cerrajero), Carel (carpintero), Baumail dicho Montauban (zapatero), Pie, y Jean (relieur) ;
- tres bombas en el convento de la Merced, mantenidas por Paris (zapatero), Granger y Granger (zapateros), Blanvillain (carpintero), Pilon (zapatero), Vlu (zapatero), Campeón (tapicero) y Fendoré (zapatero);
- tres bombas en Petits Pères, mantenidas por Robert (zapatero), Ferrand, Thibou (cerrajero), El Bret (maestro bordador), Lacour (zapatero), Masson, Couillard, Compañero (maestro brodeur);
- cuatro en consistorio parisino;
- y una en François Dumouriez del Perrier, en la Calle Mazarine.

En 1722, Louis XV funda la Compañía de las Guardias de las Bombas del Rey, siempre bajo la dirección de Dumouriez.
Ocho brigadas son creadas en los Agustinos, los Carmelitas, en La Merced, en Petits Pères, en Trinidad, en los Jesuitas, en la Oratoria y los Capuchinos. Las bombas se encuentran repartidas en 21 depósitos. Cada brigada está compuesta por siete hombres: un inspector, un brigada, un bajo-brigada, dos guardias, y dos bajo-guardias. Todavía no son profesionales del fuego, ya que ejercen siempre su oficio de base (zapateros, carpinteros, etc.), que compatibilizan con sus funciones de extinción de incendios. La primera compañía de bomberos de París comportaba entonces 62 hombres. Dumouriez dirige la compañía hasta su muerte, y sus hijos le suceden.

### DelImperioa laTercera República
En febrero de 1810, un cuerpo de guardia del Palacio de Saint-Cloud, cocinando en una sartén, prende fuego al salón de la residencia de Napoleón I, que se encuentra allí presente esa noche. Aunque el fuego es apagado rápidamente, el Emperador decide crear una guardia de noche especial en todas las residencias imperiales, compuesta por zapadores de ingeniería y transformada el 16 de julio de 1810 en compañía de zapadores de ingeniería de la Guardia Imperial. Como consecuencia del incendio de la Embajada de Austria, que causa la muerte de un centenar de personas, el 1 de julio de 1810 el Emperador encarga al ministro del Interior Étienne-Denis Pasquier, prefecto de policía, encontrar una nueva organización para reemplazar el cuerpo parisino de los guardias de las bombas. La proposición de una formación militar es oficializada por decreto imperial el 18 de septiembre de 1811, creándose el Batallón de Bomberos de París, fundando en 1793 cómo una compañía contra incendios y refundado cómo organización militar en este año, instalado en un cuartel acondicionado en los edificios del antiguo hotel de Chavigny, en la Calle de la Culture-Sainte-Catherine, actual Calle Sévigné.
Como consecuencia de la extensión del municipio de París hasta los límites de las fortificaciones de Thiers en 1859, los efectivos del batallón se elevan hasta los 1298 y se crean tres nuevas compañías.

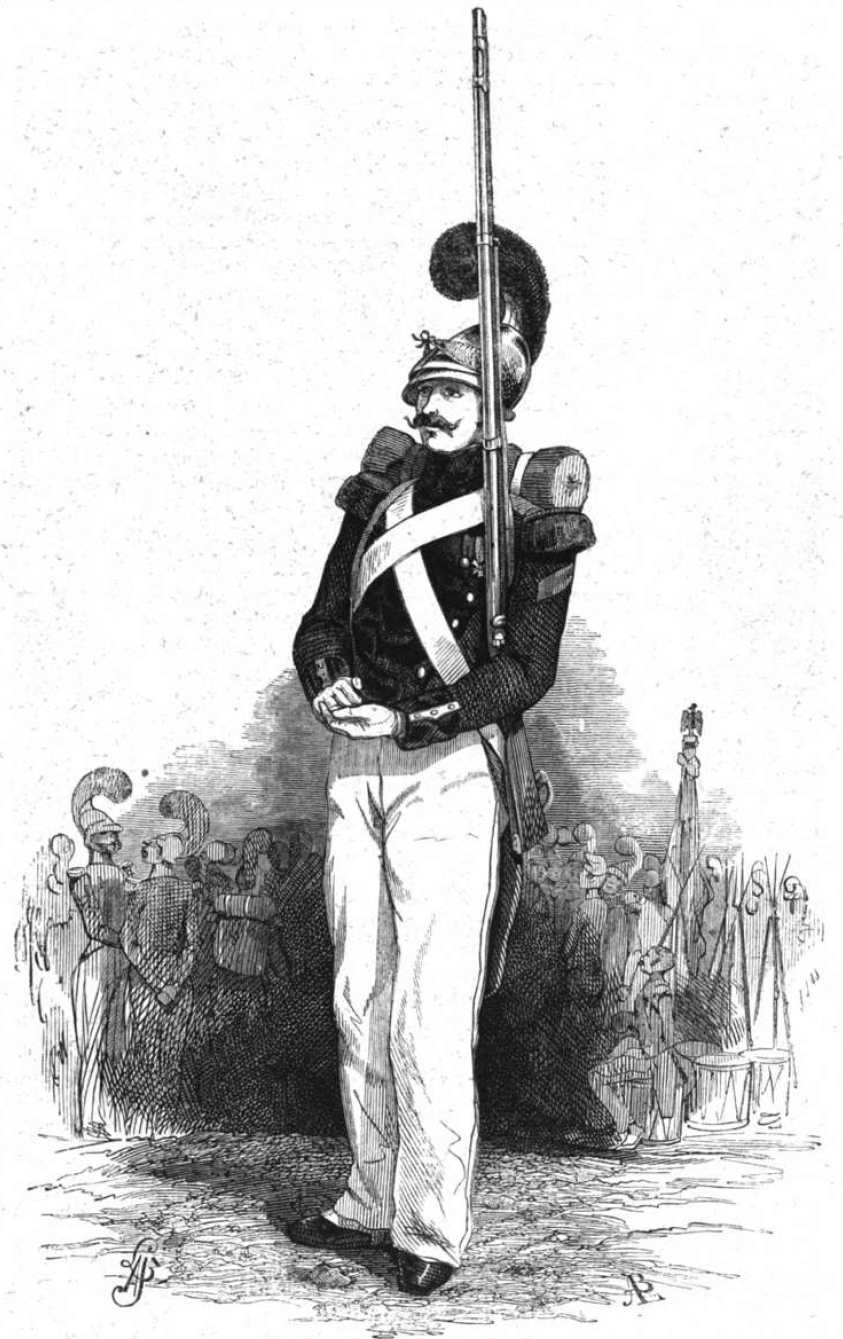
Bombero en desfile (mediados del)

El Batallón se convierte en Regimiento de Bomberos de París por decreto imperial el 5 de diciembre de 1866, mientras que su zona de acción se extiende a todo el Departamento de Sena.

### Primera y Segunda guerras mundiales
Durante la Primera Guerra Mundial, treinta bomberos de París y dos autobombas llegan a Reims, el 30 de marzo de 1915, para combatir los incendios causados por los bombardeos. En la noche del 5 al 6 de junio de 1915, en Vauquois, una ofensiva compromete un destacamento del Regimiento, formándose la Compañía Especial 22/6, denominadas Compañías Z, incluidas en el 1.er Regimiento de Ingenieros. Éste dispone aparatos lanzallamas crados por el capitán ingeniero Schilt. Cada aparato estaba constituido de un recipiente cilíndrico, que contenía un líquido compuesto de 30 % de petróleo y 70 % de aceite ligero de hulla, conectado a una botella de acetileno disuelto. La mezcla se inflamaba gracias al uso de granadas incendiaires. El efecto producido por la explosión de municiones alemanas, al tocar esta mezcla, hacía que el líquido se inflamara sobre las propias líneas francesas. Entre las víctimas del 3.er Batallón del 31 RI, se encuentran los bomberos presentes en las trincheras.

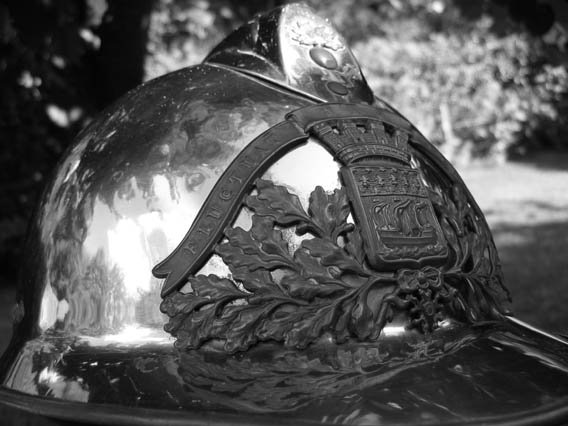
Casco de los bomberos de París de los años 1940.

En 1939, el plan de movilización general hace pasar el número de efectivos del regimiento de 53 oficiales, 260 suboficiales y 1836 militares del rango, a 171 oficiales y 7090 suboficiales. Las compañías son desplegadas sobre el conjunto de los municipios del Departamento de Sena. La misión del Regimiento en estos municipios se limita, en un primer momento, a una misión de defensa pasiva contra los ataques aéreos enemigos, permaneciendo las intervenciones corrientes bajo la responsabilidad de los municipios. Los bomberos comunales, movilizados en diversas unidades militares, son ubicados progresivamente para servir en el marco de la defensa pasiva en el seno de su cuerpo de bomberos municipales. Rápidamente, el comportamiento de la organización comunal y la presencia de bomberos militares en espera de bombardeo muestra sus límites. Un decreto-ley, de fecha 22 de febrero de 1940, y después la Ley N°205 del 5 de abril de 1943, responsabilizó a la autoridad militar del servicio de extinción de incendios y salvamento en todo el Departamento de Sena.
En 1940, una parte de los efectivos continúa su servicio en París y en el Departamento de Sena, mientras que otra toma parte en los combates que la conducen hasta el Loira. El ejecutivo decide entonces desmilitarizar el regimiento con el fin de que pueda continuar ejerciendo su misión en las futuro París ocupado. Para asegurar su misión principal, una parte del regimiento, bajo el impulso del capitán Frédéric Curie, participa activamente en la Resistencia sobre todo a partir de 1942 en el seno del grupo de seguridad parisino. Este grupo lleva numerosas acciones clandestinas de información y de sabotaje. Durante la semana de la Liberación de París, las secciones secretas de la seguridad parisina aseguran numerosas conexiones con las fuerzas aliadas, transportan material y armamento, y participan directamente a la batalla al lado de las Fuerzas Francesas del Interior, desplegando la primera bandera sobre el Arco de Triunfo bajo el fuego de las tropas alemanas. Llevan a cabo acciones de limpieza de tiradores sobre los tejados y aseguran el desfile del General de Gaulle después de la llegada de las tropas estadounidenses. Durando las operaciones de la Liberación de París, el Regimiento sufre quince bajas y treinta y ocho heridos. Paralelamente a estos combates, el 25 de agosto de 1944, un comando de bomberos iza simbólicamente en la Torre Eiffel la bandera tricolor francesa.

### De 1963 a nuestros días

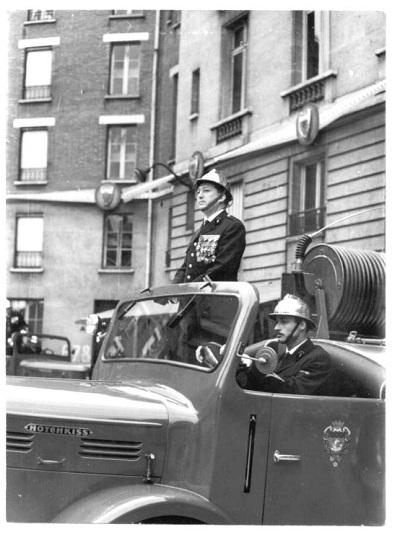
El general Casso pasando revista de las tropas sobre un camión Hotchkiss, en 1967.

Adjunto al arma de infantería, el Regimiento es transferido al arma de ingeniería por el decreto Nº65-265, del 2 de abril de 1965.
La Ley del 10 de julio de 1964 impone un nuevo recorte administrativo, suprimiendo los departamentos de Sena y de Sena-y-Oise, y aquellos de París, Sena-Saint-Denis, Hauts-de-Seine y Valle del Marne. La zona de acción del Regimiento se extiende a los cuarenta y tres municipios del Departamento de Sena-y-Oise, integrados en los tres nuevos departamentos periféricos que forman la Pequeña Corona, a partir del 1 de enero de 1968.
Después de un incremento de los medios del Cuerpo (en personal y materiales) para asegurar la defensa de París y de los municipios periféricos del Sena, el decreto Nº67-155, del 28 de febrero de 1967 disuelve el Regimiento y crea la Brigada de Bomberos de París (Brigade de sapeurs-pompiers de Paris en francés) el 1 de marzo de 1967. El coronel Casso, que mandaba el Regimiento desde 1963, es nombrado por el Presidente de la República Charles de Gaulle jefe de la nueva Brigada Bomberos de París. Interviniendo personalmente en cerca de un centenar de intervención de socorro, Casso trabaja para la modernización del Cuerpo y su adaptación para responder a las necesidades de París y la Pequeña corona. El ahora general Casso dejaría profunda huella en la Brigada hasta su retiro del servicio en 1970, fecha en la cual es nombrado alcalde del 17 distrito de París por el ministro del Interior, Raymond Marcellin. Ha escrito Ética del Bombero de París (Éthique du Sapeur-Pompier de Paris) estudiada por los reclutas y leída en los parques de bomberos. La explanada ante el Estado-Mayor de la Brigada en París lleva su nombre, así como la promoción 2018-2019 del Cuarto Batallón de la Escuela Especial Militar de Saint-Cyr.

### Lista de jefes del Batallón de bomberos de París (de 1812 a 1866)
- Transición efectuada por M. Morisset, seguido por el capitán-ingeniero Peyre en 1811
- Jefe de Escuadrón De Lalanne: 1812-1813
- Teniente Coronel Annet Jean-Baptiste de Plazanet: 1814-1830
- Jefe de Batallón Pierre Hyppolyte Amillet :1830 (septiembre a diciembre)
- General-Mariscal de Campo Renou de la Morena: 1830-1831
- Coronel Jean Charles Gustave Paulin: 1831- 1845
- Jefe de Escuadrón de Artillería de Vivas: 1845-1848
- Jefe de BatallónTerchou: 1848-1850
- Jefe de Escuadrón de Artillería de Vivas: 1850-1851
- Coronel Charles Nicolas Joseph de la Condamine: 1851-1861
- Coronel Pierre Marie Adolphe Willerme: 1861-1866

### Lista de jefes del Regiment de Bomberos de París (de 1866 a 1967)[12]
- Coronel Pierre Marie Adolphe Willerme: 1866-1871
- Coronel San Martín: 1871-1878
- Coronel Victor Colonieu: 1878-1879
- Coronel París: 1879-1882
- Coronel Couston: 1882-1888
- Coronel Ruyssen: 1889-1893
- Coronel Marie-Georges Varigault :1893-1899
- Coronel Detalle: 1899-1900
- Coronel Jean Alexandre Edouard Dépruneaux: 1900-1902
- Coronel Bellanger: 1902-1906
- Coronel Vuilquin: 1906-1912
- Coronel Charles Léon Cordier: 1912-1919
- Teniente Coronel Hivert: 1919-1925
- Coronel Pouderoux: 1925-1933
- Coronel Islert: 1933-1937
- Coronel Barriere: 1937-1941
- Coronel Simonin: 1941-1943
- Coronel Cornet: 1943-1944
- Teniente Coronel Charles Camus: 1944-1945
- Coronel Maruelle: 1945-1947
- Coronel Maurice Feger: 1947-1952
- Coronel Besson: 1952-1963
- Coronel Abdon Robert Casso: 1963-1 de marzo de 1967

### Lista de los oficiales generales de la Brigada de Bomberos de París (de 1967 a hoy)
- General de Brigada Abdon Robert Casso: 1 de marzo de 1967-1970
- General de Brigada Perdu: 1970-1973
- General de Brigada Charles Férauge: 1973-1976
- General de Brigada Georges Gestione: 1976-1980
- General de Brigada, después de División Jacques Cortáis: 1980-1986
- General de Brigada, después de División Pierre Godon: 1986-1990
- General de Brigada, después de División Bernard Fauchier: 1990-1994
- General de Brigada, después de División Jean Martial: 1994-1998
- General de Brigada, después de División Richard Lefèvre: 1998-2001
- General de Brigada Jacques Debarnot: 2001- 2003
- General de Brigada, después de División Bernard Périco: 2003-2007
- General de Brigada, después de División Joël Prieur: 2007-2011
- General de Brigada Gilles Glin: 2011-2013
- General de Brigada Gaëtan Poncelin de Raucourt: 2013-2015
- General de Brigada, después de División Philippe Boutinaud: 2015-2017
- General de Brigada, después de División Jean-Claude Gallet: 2017-2019
- General de Brigada Jean-Marie Gontier : a partir del 30 de noviembre de 2019.

Durante el periodo 1866-1967, cuando estaban organizados en regimiento, el oficial al mando del mismo era un coronel o un teniente-coronel. El cambio a brigada trae, de facto, una subida en el escalafón militar para el oficial que manda la BSPP, que se convierte, por tanto, en un general de brigada. Así, durante el cambio de regimiento a brigada, el coronel Casso ascendió a general de brigada. El general que manda la BSPP puede convertirse también en general de división.

## Bandera
Solos los regimientos y las escuelas, así como la Brigada de Bomberos de París, tienen derecho a una bandera o estandarte.
Es en 1793 cuando la Compañía de Guardias de las Bombas recibe su premier emblema, que conservará hasta 1869.

### Bandera en elSegundo Imperio
Durando el Segundo Imperio, Napoleón III ordena que las banderas porten en ellas el emblema del emperador.
Así, el conjunto de los regimientos de Francia recibe una nueva bandera, y el 23 de enero de 1869, el regimiento recibe la suya.
Ésta lleva la inscripción siguiente: «l’Empereur Napoléon III au Régiment des Sapeurs-Pompiers de Paris» (el Emperador Napoleón III al Regimiento de Bomberos de París, en castellano). Sobre el dorso: «Valeurs, Dévouement, Discipline, Campagne d’Orient» (Valores, Devoción, Disciplina, Campaña de Oriente, en castellano). Esta última inscripción está ligada al hecho que el regimiento ha enviado fuertes contingentes durante la Campaña de Crimea.
La entrega oficial tiene lugar el 31 de julio en la Explanada de los Inválidos por el mariscal Canrobert, que dirige el 1.er Cuerpo de Ejército. 
Antes la entrega, el mariscal clama en estos términos: «(…) vous voyez sur ce drapeau inscrit les mots : Valeur-discipline-dévouement. Valeur, c’est-à-dire cette vertu qui vous fait affronter tous les dangers pour la défense du pays et le service de l’empereur. Discipline, ce lien qui unit fraternellement celui qui commande à celui qu’il a sous ses ordres. Dévouement, ce n’est pas moi qui vous l’enseignerai. Ne le prodiguez-vous pas à toute heure de votre vie pour la protection et le salut de vos citoyens ? Allons mes amis, ralliez-vous autour de ce drapeau. Qu’il abrite dans ses plis les nobles sentiments qui vous animent et que votre connaissance unisse sa voix à la mienne au cri de « Vive l’empereur! »; que en castellano sería: «(…) veis sobre esta bandera inscritas las palabras valor, disciplina y devoción. Valor es la virtud que vosotros tenéis para afrontar todos los peligros para la defensa del país y el servicio al Emperador. Disciplina es el vínculo que une fraternalmente al que manda a aquel que tiene bajo sus órdenes. Devoción, no seré yo quien os la enseñe, ¿no la predicáis a todas horas de vuestra vida para el amparo y la salvación de nuestros ciudadanos? Vamos mis amigos, reuníos en torno a esta bandera. Que resguarda en sus pliegues los nobles sentimientos que lleváis y que vuestro conocimiento una su voz a la vezal grito de ¡Viva el emperador!».

### Bandera modelo de 1880
Durante la guerra de 1870, las operaciones militares desembocan en la derrota y a la captura del emperador Napoleón III en Sedan el 2 de septiembre de 1870. La oposición parlamentaria, sobre todo la republicana, dirigida por Léon Gambetta, llega a poner en marcha un gobierno provisional, llamado de la Defensa Nacional. La República es proclamada el 4 de septiembre en el balcón del consistorio de París.
Con ella, los regimientos deben volver a cambiar sus banderas y emblemas. Es de este periodo que data la actual bandera de la Brigada.
Así, el 14 de julio de 1880, sobre el terreno de Longchamps, el Presidente de la República, Jules Grévy, entrega al coronel Paris la bandera que todavía, a día de hoy, se porta durante las ceremonias militares de entidad.
En 1902, el Día de la Fiesta Nacional, la bandera es condecorada con la Legión de Honor por el presidente de la República Émile Loubet.
Durante la Segunda Guerra Mundial, el regimiento resto es la única unidad militar constituida en la zona ocupada. Llevando a cabo operaciones de información y de sabotaje, el regimiento y su bandera son poco a poco amenazados. Por precaución, durante el mes de junio de 1940, el emblema es entregado al coronel que manda el 92 Regimiento de Infantería en Clermont-Ferrand, para que la custodie.
Pero el 12 de noviembre de 1942, mientras que los alemanes superan la línea de demarcación, la bandera es confinada, junto a otras 14, con la familia Trarrieu. La bandera es devuelta, en un falso silenciador que fue entregado al general Coupez el 18 de junio de 1984 para ser guardada en el Museo Champerret, por el comandante Bernard y el zapador Gilles el 4 de junio de 1943 y conservada en el Museo del Ejército.
El 18 de septiembre de 2005, como consecuencia del dramático incendio del hotel de la Calle Provenza, la bandera fue condecorada con la Medalla de Honor de Actos de Valentía y de Devoción escalón dorado, por el ministro del Interior Nicolas Sarkozy.
Desde el 4 de marzo de 2017, la bandera ha sido condecorada con la Medalla de la Seguridad Interior escalón dorado por el presidente de la República François Hollande por las labores y el compromiso durante los Atentados del 13 de noviembre de 2015 en Francia.
Desde 2019, la BSPP ha recibido dos nuevas Medalla de Honor de Actos de Valentía y de Devoción escalón dorado, y una Medalla de la Defensa nacional escalón dorado con palma, por su actuación durante el incendio de la Catedral Notre-Dame de París, la trágica explosión de la calle de Trévise y el terrible incendio de la calle Erlanger.

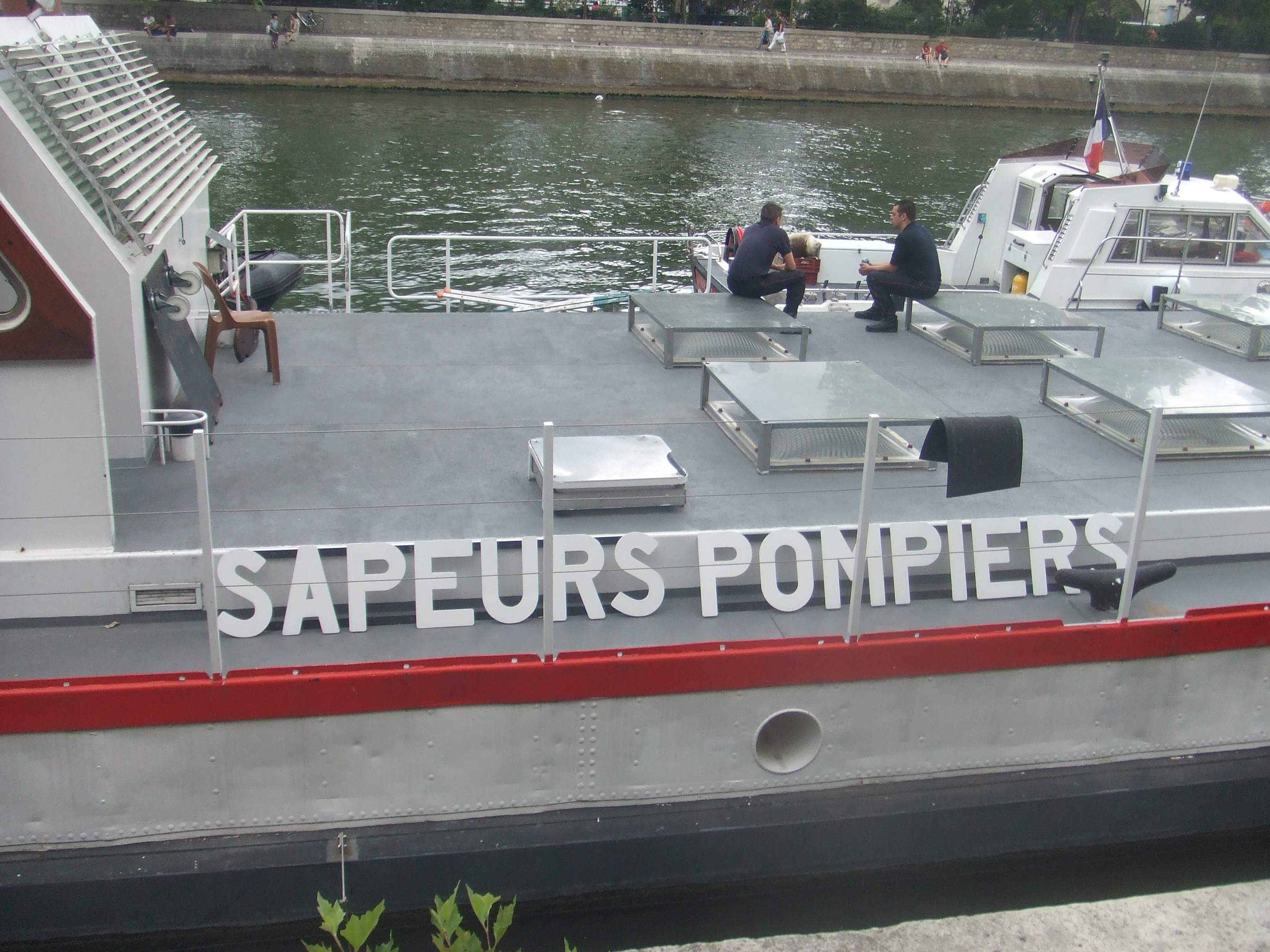
Embarcación de los Bomberos de París en el Sena

### Características del emblema
Tejido
90 cm por los 2 lados
Coronas de hojas de roble y laurel pintadas al oro fino.
Inscripciones al anverso: «République française  –  Sapeurs-Pompiers de Paris»
Inscripciones a dorsos: «Honneur et Patrie – Dévouement et Discipline»
Corbata
90 cm de anchura, 24 cm de longitud
3 bandas: azul, blanco, rojo
A los extremos: franjas de 8 cm de longitud
A cada extremidad y sobre una sola cara: una corona compuesta de una guirnalda de hojas de roble y de laurel bordado al oro fino, enganchada por su medio a una pulsera fijada al hierro de lanza.
Hierro de lanza en bronce dorado sobre una base en forma de cartouche
Anverso: «République française»
Dorso : «Sapeurs-Pompiers»

### Condecoraciones
La corbata de la bandera está decorada de :
 La Cruz de la Legión de Honor, impuesta por el presidente de la República, Émile Loubet, el 14 de julio de 1902 en Champ-de-Mars París;
La Medalla de Honor por Actos de Valentía y de Devoción escalón dorado, impuesta el 18 de septiembre de 2005, como consecuencia del terrible incendio del hotel de la Calle Provenza;
 La Medalla de Honor por Actos de Valentía y de Devoción escalón dorado, impuesta el 28 de marzo de 2019 por el ministro del Interior, Christophe Castaner, en reconocimiento del compromiso de la BSPP durante los dramáticos incendios de las calles de Trévise y Erlanger, así como en reconocimiento del sacrificio de cuatro militares del cuerpo en un año: el sargento-jefe Lassus-David, el cabo Henry, el sargento Cartannaz y el cabo Josselin;
La Medalla de Honor por Actos de Valentía y de Devoción escalón dorado, impuesta el 1 de julio de 2019 por el ministro del Interior, Christophe Castaner, en reconocimiento de la actividad operativa particularmente excepcional, sobre todo después del incendio de la catedral Notre-Dame de París del 15 de abril de 2019;
La Medalla de la Seguridad Interior, escalón dorado, impuesta el 4 de marzo de 2017 por el presidente de la República, François Hollande en el patio del consistorio de París;
El cordón de oro, que es una condecoración presidencial únicamente reservada a los cuerpos que justifican de tres Medalla de Honor por Actos de Valentía y de Devoción escalón dorado, impuesta en la bandera materializando de modo permanente las acciones de resplandor y el compromiso excepcional de los hombres y mujeres de la BSPP al servicio de Francia.
La Brigada la única unidad militar titular de tanto de Medalla de Honor por Actos de Valentía y de Devoción atribuida a título colectivo y del cordón de oro.

## Lema

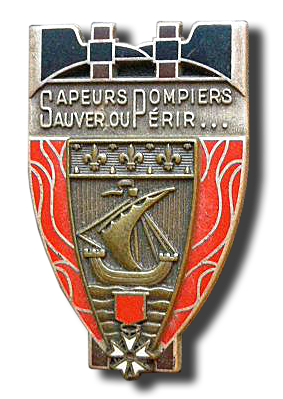
Distintivo reglamentario con el lema de la BSPP y las armas de la ciudad de París.

El lema de los bomberos de París es «Sauver ou périr» («Salvar o morir», en castellano). No debe ser confundido con el genérico de los bomberos franceses: «Courage et dévouement» («Valentía y devoción», en castellano).

## Organización operativa

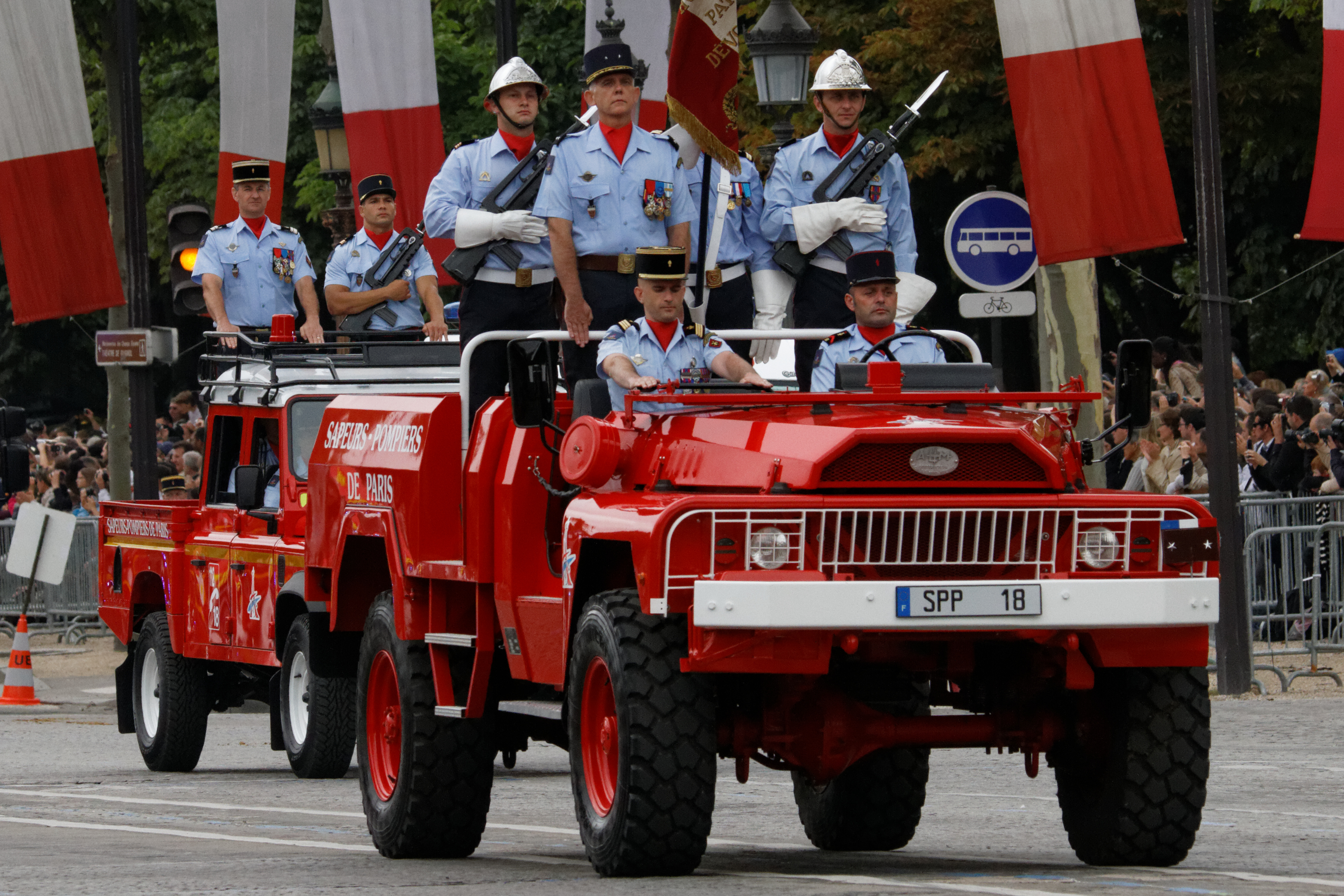
General Gaëtan Poncelin de Raucourt durante el desfile militar del 14 de julio de 2014.

La Brigada de Bomberos de París (BSPP) está organizada en seis agrupaciones, siendo:
- 3 agrupaciones de incendio y de socorro (Groupements d'incendie et de secours en francés).
- 1 agrupación de formación, de instrucción y de socorro (Groupement de formation, d'instruction et de secours en francés).
- Una agrupación de soporte y de apoyo (Groupement d'appui et de soutien en francés).
- 1 agrupación de apoyo y socorro (Groupement des soutiens et de secours en francés).

La BSPP comprende 71 centros de incendio y de socorro, 3 centros de socorros NRBC y dos centros de socorros náuticos. Cada agrupación está comandada por un oficial superior,coronel o teniente-coronel. A continuación se muestra la organización de cada una:
- Primera agrupación de incendio y socorro: Noreste de París y Saint-Denis. Esta agrupación contaba 1808 bomberos en 2019, siendo 46 oficiales, 292 bajo-oficiales y 1470 militares de rango.[18]
- Segunda agrupación de incendio y socorro: Sudeste de París y Valle del Marne. Esta agrupación contaba 1600 bomberos en 2019.[19]
- Tercera agrupación de incendio: Oeste de París y Hauts-de-Seine. Esta agrupación cuenta con 1802 bomberos en 2019, siendo 40 oficiales, 308 bajo-oficiales y 1454 militares de rango.[20]

Cada Agrupación de incendio y socorro (GIS en francés) está compuesta ocho compañías de incendio, de una compañía de mando y logística, y de un servicio médico. Cada compañía comprende entre 2 y 4 parques de bomberos. Las compañías están dirigidas por un capitán, y cada centro está dirigido por un bajo-oficial del grade de ayudante-jefe o ayudante.
La Brigada posee otras 3 agrupaciones:
- La Agrupación de soporte y de apoyo, creada el 28 de junio de 2011, se compone de cerca de 950 bomberos, y comprende el conjunto de las unidades especializadas de la BSPP. Está constituido de un estado mayor y de 8 compañías, teniendo como misiones principales el asegurar :
  - el apoyo de las agrupaciones de incendio y de socorro en las materias de especialidad NRBQ, cinología, y en intervenciones en medios peligrosos, así como la búsqueda y rescate en medio urbano (USAR) y las intervenciones acuáticas y subacuáticas.
  - el apoyo a  los ligares estratégicos bajo responsabilidad de la BSPP: el centro de pruebas de misiles DGA Essais de missiles de Biscarrosse - SDIS 40 (36.ª compañía) y el Puerto espacial de Kourou (39.ª compañía).
  - el apoyo específico a los lugares particulares (la Asamblea nacional, el Hexágono Balard, el Palacio del Elíseo, el Hotel de los Inválidos, el Ministerio del Interior, el Ministerio de Justicia, el Museo de Orsay, el Museo de Louvre (43.ª compañía), el Ministerio de Defensa y la Biblioteca Nacional de Francia (41.ª compañía).
- La Agrupación de apoyo y socorro, que comprende seis compañías: la  de mando y de logística n°5 (29 compañía), la de mantenimiento (32.ª compañía), la de apoyo común (33.ª compañía), la de apoyo a las infraestructuras (34.ª compañía), la de mando transmisiones (37 compañía), y la compañía de telecomunicaciones e informática (47.ª compañía). Esta agrupación está presente en múltiples lugares, sobre todo Champerret, Gennevilliers-Puerto, Puerto Royal, Voluceau, Masséna, Limeil-Valenton-Villeneuve y Saint-Ouen. Cada uno de estos lugares que tienen un destacamento de apoyo administrativo, operativo y logístico.
- La Agrupación de formación, de instrucción y de socorro que está dividida en dos lugares:
  - el Centro de Instrucción de Reclutas, en Villeneuve-Saint-Georges (Valle del Marne).
  - El Centro de Formación de Cuadros, localizado en Saint Denis, en el departamento de Sena Saint-Denis.

no.
El Cuartel General de la Brigada está localizado en el recinto del cuartel Champerret en París, en el XVII arrondissement. En su seno, además del parque de bomberos de Champerret, se encuentra el Estado Mayor de la BSPP, el centro operativo y un cierto número de servicios administrativos (recursos humanos, previsiones operativas, etc.).
El centro operativo de la BSPP está organizado en varios niveles:
- El Centro de Tratamiento de la Alerta (CTA), que efectúa la recepción de las llamadas al número de emergencias 112 o 18 (número de emergencia genérico de los bomberos en Francia) realizadas desde París o los 3 departamentos del entorno. Desde 2016 está integrado con el centro de llamadas de la Policía Nacional, a través del número genérico francés 17. Para facilitar la respuesta durante la llamada, el CTA se organiza en dos niveles de respuesta: un primer nivel que hace el triaje y clasifica el tipo de demanda (muy urgente, urgente, no urgente, error de número, llamada no que implica  los bomberos o la policía), y lo transfiere al segundo nivel si existe necesidad, donde se concentra el tratamiento de la llamada y la gestión de la emergencia, bien por un operador policía o bien un operador bombero según la intervención.

- Una Coordinación Médica, bajo la responsabilidad de un médico regulador. Esta unidad trabaja en estrecha relación con los operadores del CTA según el tipo de llamada, pero su rol prioritario es efectuar el control de los equipos de socorro enviados en respuesta a una emergencia (equipos médicos de la BSPP, equipos de pronto socorro de la BSPP o de Protección Civil), durante una llamada al CTA. Durante este proceso de control, efectuado por un médico, un enfermero o un operador bombero, según la naturaleza de la urgencia, se da información y orientación acerca de la víctima. Finalmente, esta coordinación se vincula con los Centros de Recepción y de Regulación de las Llamadas (CRRA en francés) de los 4 SAMU presentes en el ámbito de actuación de la BSPP (SAMU 75, SAMU 92, SAMU 93 y SAMU 94), y también con los hospitales de la zona.

- El Estado Mayor Operativo, que organiza la respuesta durante situaciones de cierta entidad y complejidad, con varios niveles de refuerzo en función del tipo de incidente que se gestione (inmediata, reforzada y crisis).

### Cuarteles por agrupación y por compañía
Aquí está la lista de los parques de bomberos, clasificados por agrupación y compañía. Para cada compañía, la plaza de mando de compañía (PC) está señalada en negrita. El Estado Mayor de agrupación está seguido de un asterisco.

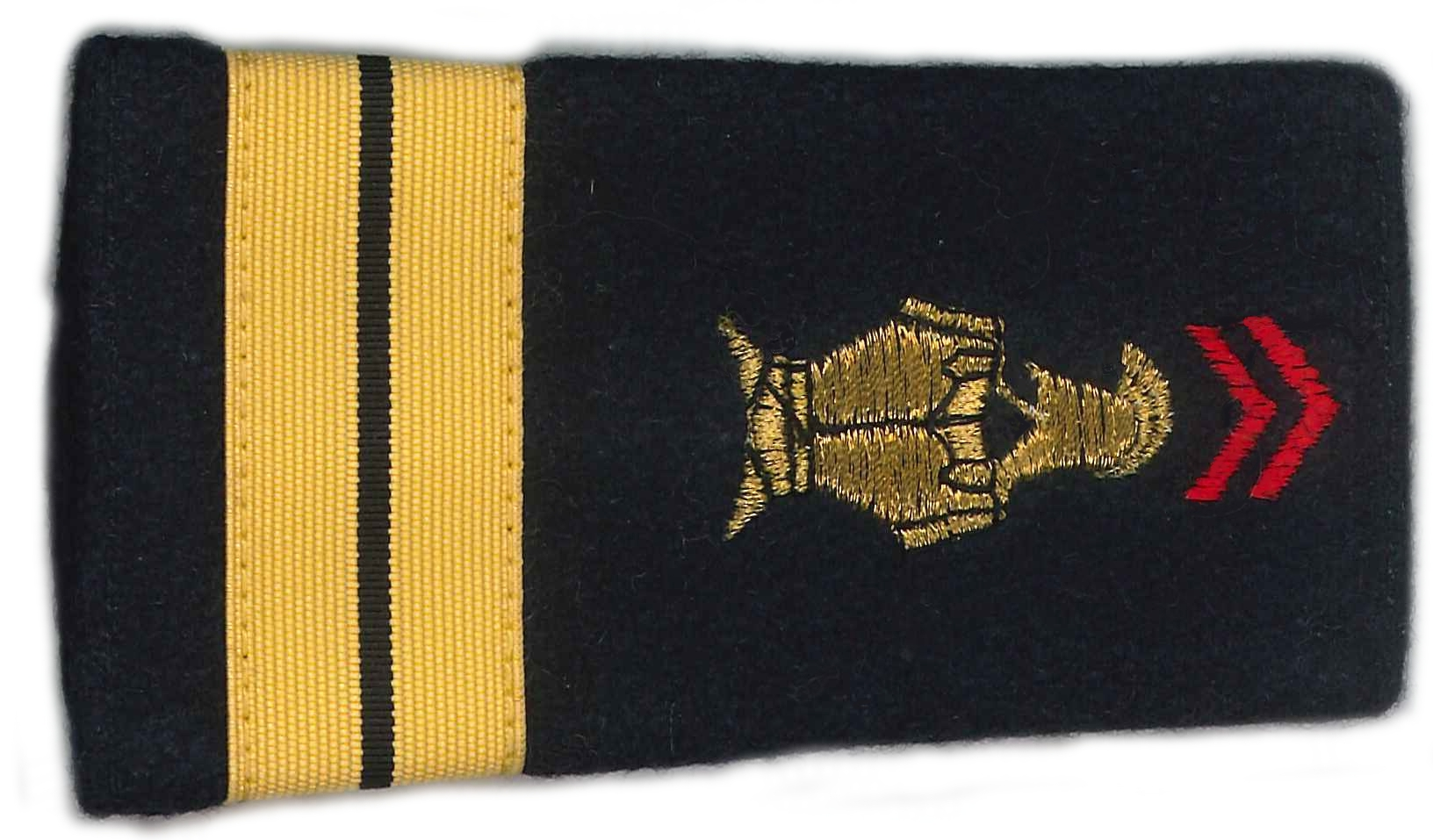
Hombrera de teniente de la BSPP

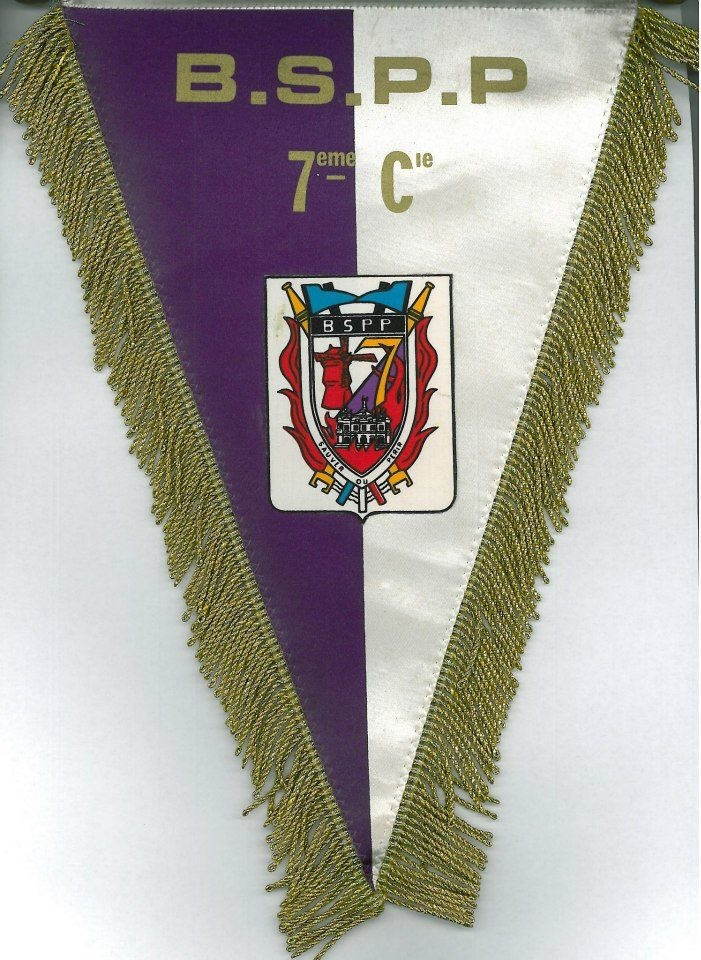
Banderín de la 7.ª compañía

| 1er groupementr groupement d'incendie                    | 7e compagnie                                            | 9e compagnie                              | 10e compagnie                       | 12e compagnie                                       | 13e compagnie                                           | 14e compagnie                                           | 24e compagnie                                 | 26e compagnie                                                | 20e compagnie                                           |
| -------------------------------------------------------- | ------------------------------------------------------- | ----------------------------------------- | ----------------------------------- | --------------------------------------------------- | ------------------------------------------------------- | ------------------------------------------------------- | --------------------------------------------- | ------------------------------------------------------------ | ------------------------------------------------------- |
| 1er groupementr groupement d'incendie                    | Blanche Saint-Honoré                                    | Montmartre * Boursault Saint-Ouen         | Château-Landon Bitche Pantin        | Ménilmontant Charonne                               | Aulnay-sous-Bois Le Blanc-Mesnil Tremblay-en-France     | Clichy-sous-Bois Bondy Drancy                           | Montreuil Neuilly-sur-Marne Villemomble       | Saint-Denis Aubervilliers La Courneuve Pierrefitte-sur-Seine | Compagnie de commandement et de logistique 1 Montmartre |
| 2e groupement d'incendie                                 | 1re compagnie                                           | 2e compagnie                              | 8e compagnie                        | 11e compagnie                                       | 15e compagnie                                           | 17e compagnie                                           | 22e compagnie                                 | 23e compagnie                                                | 19e compagnie                                           |
| 2e groupement d'incendie                                 | ChalignyNativité Vincennes                              | Massena * Poissy Ivry-sur-Seine           | RousseauChâteau d'eau               | SevignéParmentier                                   | Champigny-sur-MarneNogent-sur-Marne Noisy-le-Grand      | CréteilMaisons-Alfort Villeneuve-Saint-Georges          | RungisChoisy-le-Roi Villejuif Vitry-sur-Seine | Saint-Maur-des-FossésSucy-en-Brie Villecresnes               | Compagnie de commandement et de logistique 2Masséna     |
| 3e groupement d'incendie                                 | 3e compagnie                                            | 4e compagnie                              | 5e compagnie                        | 6e compagnie                                        | 16e compagnie                                           | 21e compagnie                                           | 27e compagnie                                 | 28e compagnie                                                | 18e compagnie                                           |
| 3e groupement d'incendie                                 | Port-RoyalMontrouge Plaisance                           | ColombierMalar La Monnaie                 | ChamperretDauphine Levallois-Perret | GrenelleAuteuil Issy-les-Moulineaux                 | Boulogne-BillancourtMeudon Saint-Cloud                  | Le Plessis-ClamartAntony Bourg-la-Reine Clamart         | GennevilliersAsnières-sur-Seine Colombe       | NanterreCourbevoie* Puteaux Rueil-Malmaison                  | Compagnie de commandement et de logistique 3Courbevoie  |
| 4e GAS : Groupement des appuis et de secours             | 25e compagnie                                           | 36e compagnie                             | 38e compagnie                       | 39e compagnie                                       | 40e compagnie                                           | 41e compagnie                                           | 42e compagnie                                 | 43e compagnie                                                | 46e compagnie                                           |
| 4e GAS : Groupement des appuis et de secours             | UES ROISSY                                              | UES Biscarosse                            | UES NRBC                            | UES KOUROU                                          | CAS Joinville-le-Pont                                   | UES BNF                                                 | UES BALARD                                    | UES Louvre                                                   | Compagnie de commandement et de logistique 4Clichy      |
| 5e GSS : Groupement de soutiens et de secours            | 29e compagnie                                           | 32e compagnie                             | 33e compagnie                       | 34e compagnie                                       | 37e compagnie                                           | 47e compagnie                                           |                                               |                                                              |                                                         |
| 5e GSS : Groupement de soutiens et de secours            | Compagnie de commandement et de logistique 5 Champerret | Compagnie de maintenance Camp de Voluceau | Compagnie de soutien commun         | Compagnie de soutien infrastructure Limeil-Valenton | Compagnie de commandement et de transmission Champerret | Compagnie télécommunications et informatique Saint-Ouen |                                               |                                                              |                                                         |
| 6e GFIS : Groupement Formation Instruction et de Secours | 44e compagnie                                           | 45e compagnie                             |                                     |                                                     |                                                         |                                                         |                                               |                                                              | 31e compagnie                                           |
| 6e GFIS : Groupement Formation Instruction et de Secours | Formation n°1                                           | Formation n°2                             |                                     |                                                     |                                                         |                                                         |                                               |                                                              | Compagnie de commandement et de logistique n°6 (CCL6)   |

## Selección e instrucción
Para el personal de intervención (militares de rango), existe un compromiso inicial de cinco años o de un voluntariado del Ejército de Tierra (VDAT), que no  debe confundirse con el voluntariado civil de otros cuerpos de bomberos franceses, donde el compromiso es de 1 año solamente. Hace poseer lanacionalidad francesa, tener entre 18 y 25 años, no poseer antecedentes penales, ser titular al menos de un título de la ESO y poseer el permiso de conducir. La selección se realiza en tres días de exámenes físicos, tests psicomotrices y una entrevista personal así como una revisión médica.
La instrucción está a cargo de la Agrupación de formación, de instrucción y de socorro en el Centro de Instrucción de Reclutas, en Villeneuve-Saint-Georges (Valle del Marne).
El primero período de formación se desarrolla en dos meses, con la formación en socorrismo y la formación militar de base (jerarquía militar, orden cerrado, tiro, etc.). Después, el recluta realiza un período de observación de una semana en una compañía de incendio y socorro, donde aprende y colabora en intervenciones de socorros a víctima (VSAV en francés) y en operaciones diversas.
El aspirante vuelve a la Agrupación de formación, de instrucción y de socorro para completar su formación durante dos meses más, que están dedicadoas a las maniobras en incendios y salvamento. Posteriormente se pasa una semana de exámenes para validar su admisión en una primera compañía de incendio y de socorro, volviendo a la compañía donde ya estuvo de observación pudiendo participar ya en todos los tipos de intervenciones durante 2 meses con el fin de recibir el certificado de admisión en la BSPP.
Desde marzo de 2005, la Brigada está dotada de una sección de jóvenes bomberos, con un formación de tres años. Está abierta a los jóvenes habitantes de Isla de Francia (departamentos 75, 92, 93, 94) que tengan entre 14 y 16 años máximo el día de la incorporación. Para formar parte se requiere un buen nivel físico. Dentro, los jóvenes reciben un programa de instrucción en la actividad física, maniobras en incendios, primeros auxilios e instrucción cívica general y de carácter militar. La formación se compone de 60 sábados por la tarde en unos dos años (30 sábados por año).

## Intervenciones

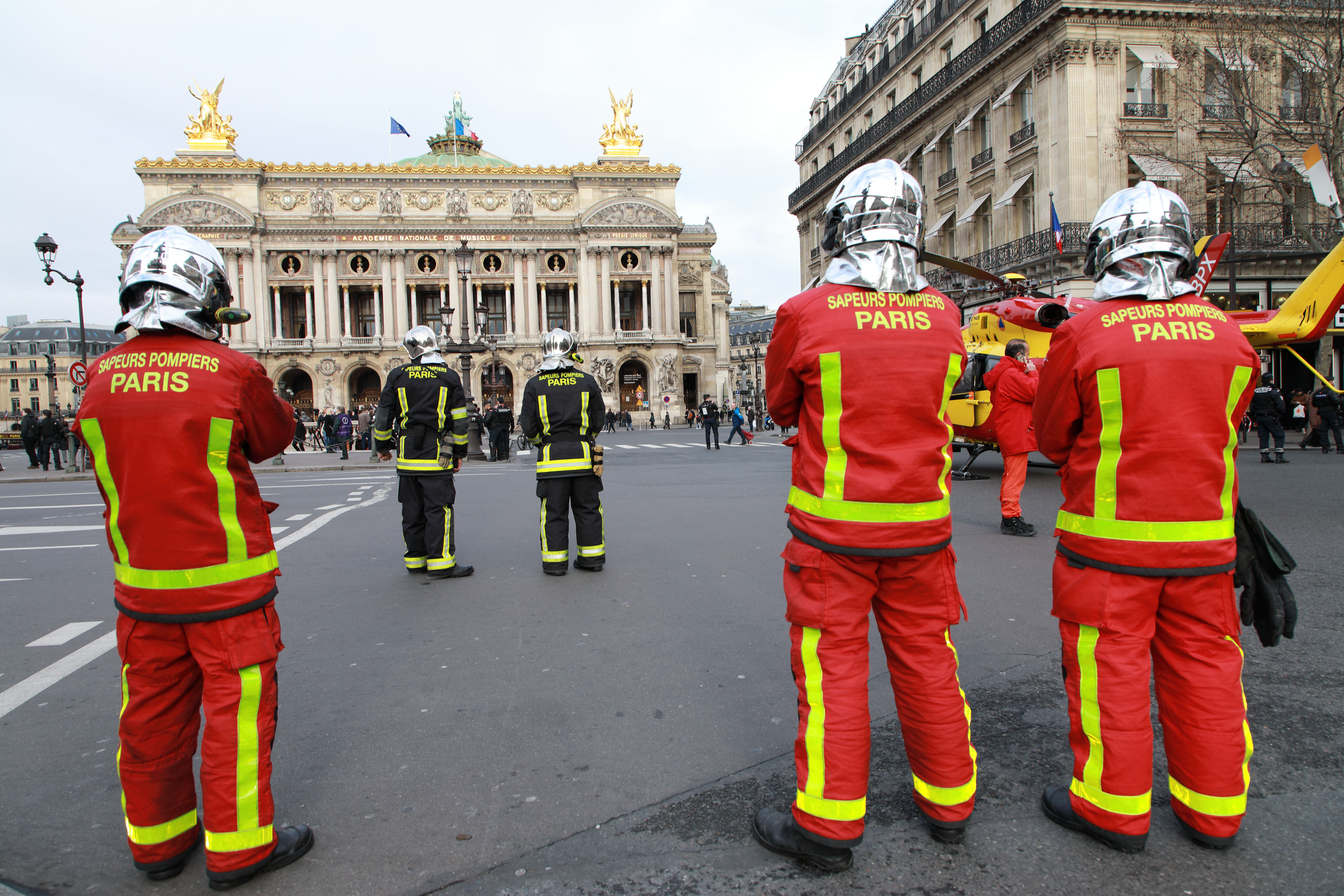
Bomberos de la BSPP con EPI de incendios estructurales en la Ópera (a lo lejos el EPI anterior, los más cercanos con EPI nuevo)

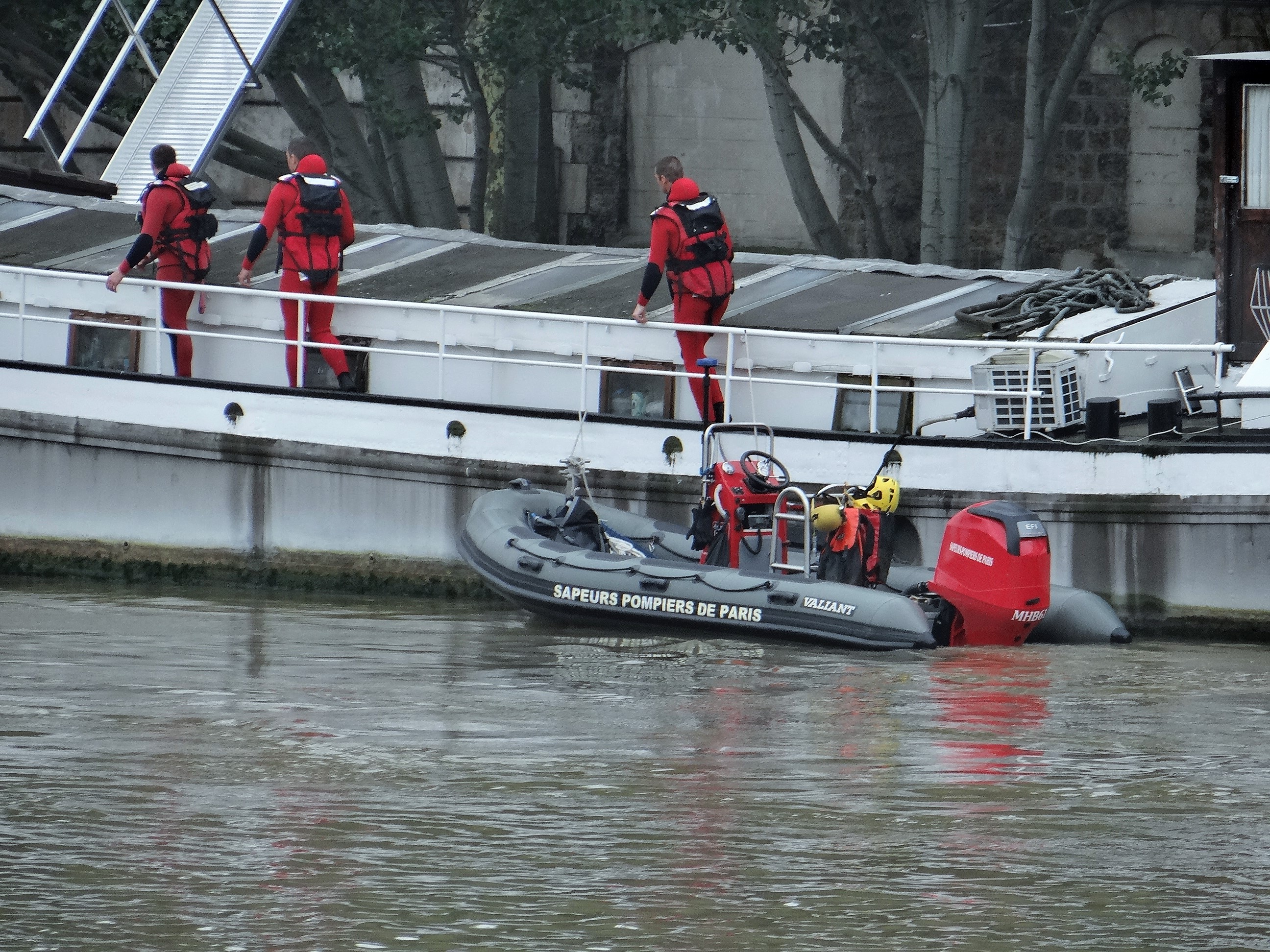
Intervención en el río Sena durante la riada de junio de 2016.

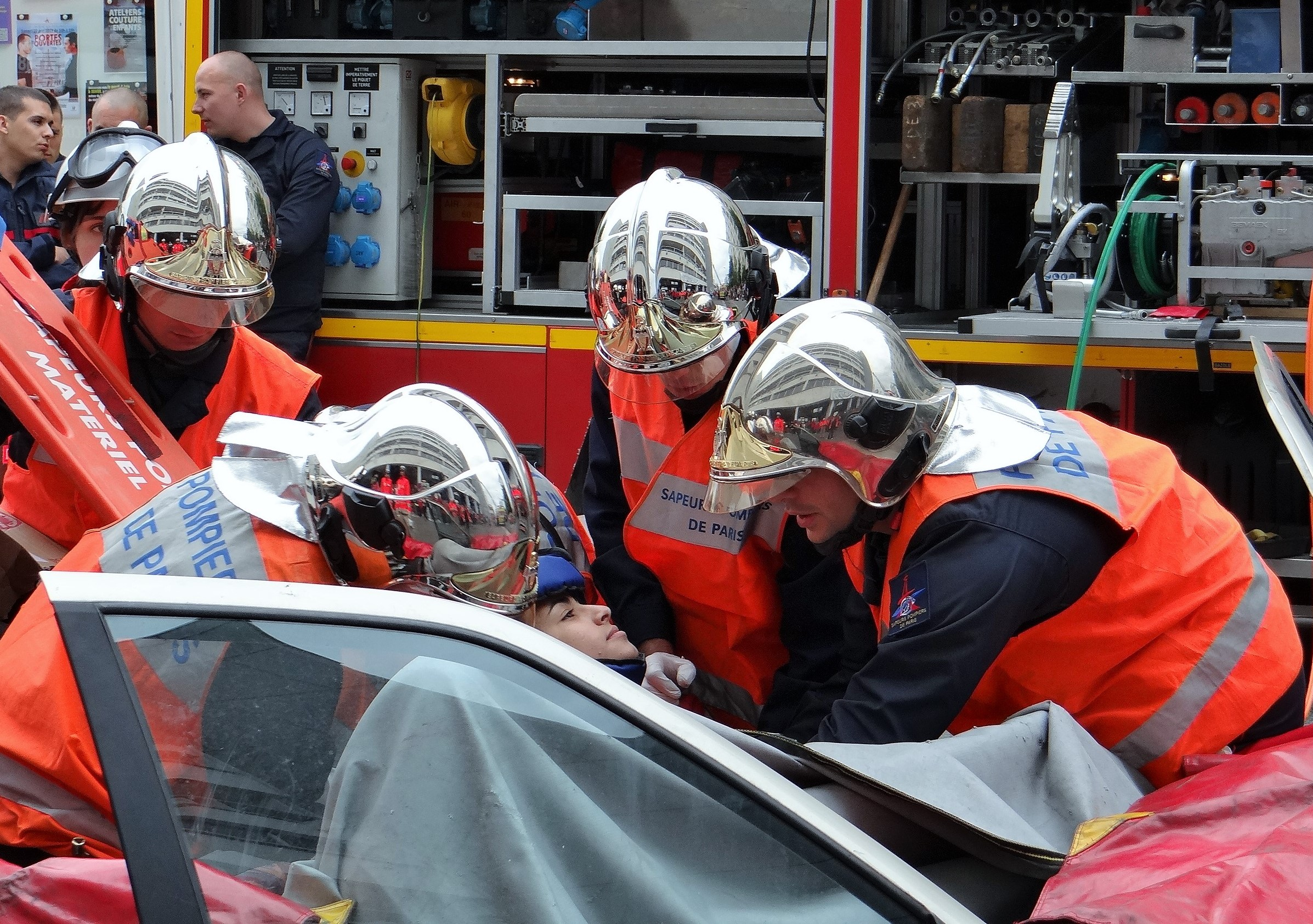
Simulacro de accidente de tráfico.

En 2005, la BSPP realizó 1171 intervenciones por día:
- 1.ª Agrupación de incendios: 159136 intervenciones anuales, siendo 10289 fuegos.
- 2.ª Agrupación de incendios: 128419 intervenciones anuales, siendo 5532 fuegos.
- 3.ª Agrupación de incendios: 139948 intervenciones anuales, siendo 4838 fuegos.

## En la cultura popular
Para el público general, la Brigada está estrechamente ligada a los desfiles del 14 de julio, por el Día de la Fiesta Nacional francesa, con la presencia de los bomberos de la BSPP desfilando en la Avenida de los Campos Elíseos.

## Muertes en intervención
Lista no exhaustiva de miembros de la Brigada de Bomberos de París caídos en servicio desde su creación. 
| 12/01/2019 | Josselin Nathanaël    | 27 | 1.ª clase     | Militar de rango  | Château-d'Eau | Explosión como consecuencia de una fuga de gas. | Yonne               | [ 24 ]                             |   |        |
| 12/01/2019 | Cartannaz Simon       | 28 | Cabo-jefe     | Militar de rango  | Château-d'Eau | Explosión como consecuencia de una fuga de gas. | Saboya              |                                    |   |        |
| 04/09/2018 | Henri Geoffroy        | 27 | 1.ª clase     | Militar de rango  | Rungis        | Acuchillado por un desequilibrado.              | Norte               | [ 25 ]                             |   |        |
| 14/01/2018 | Lassus-David Jonathan | 28 | Sargento      | Bajo-oficial      | Choisy-le-Roi | Incendio de un aparcamiento.                    | Pirineos Atlánticos | [ 26 ]                             |   |        |
| 27/04/2015 | Dumont Florian        | 25 | 1.ª clase     | Militar de rango  | Bondy         | Incendio de un pabellón.                        | Ródano              | [ 27 ]                             |   |        |
| 14/03/2015 | Salel Aurélie         | 26 | Cabo-jefe     | Militar de rango  | Bondy         | Incendio de un pabellón.                        | Aude                | [ 28 ]                             |   |        |
| 17/11/2007 | Mercier Matthieu      | 23 | Cabo-jefe     | Militar de rango  | Bitche        | Incendio de un garaje.                          | /                   | [ 29 ]                             |   |        |
| 17/11/2007 | Martin Ludovic        | 21 | Cabo          | Militar de rango  | Bitche        | Incendio de un garaje.                          | Ille y Vilaine      |                                    |   |        |
| 20/09/2007 | Blouet Antoine        | 21 | 1.ª clase     | Militar de rango  | Sevigné       | Incendio de una finca urbana.                   | Ille y Vilaine      | [ 30 ]                             |   |        |
| 06/01/2006 | Pailot Grégory        | 23 | Cabo-jefe     | Militar de rango  | Colombes      | Incendio de un supermercado.                    | Essonne             | [ 31 ]                             |   |        |
| 25/08/2003 | Saganta Thierry       | 20 | 1.ª clase     | Militar de rango  | Aubervilliers | Derrumbamiento durante un incendio.             | Val-d'Oise          | [ 32 ]                             |   |        |
| 14/09/2002 | Gabreau Thomas        | 27 | Sargento      | Bajo-oficial      | Champerret    | Incendio de una finca urbana.                   | Marne               | [ 33 ]                             |   |        |
| 14/09/2002 | Irigoin Matthieu      | 23 | Cabo          | Militar de rango  | Champerret    | Incendio de una finca urbana.                   | Pirineos Atlánticos |                                    |   |        |
| 14/09/2002 | Larminier Benoît      | 22 | 2.ª clase     | Militar de rango  | Champerret    | Incendio de una finca urbana.                   | Lot y Garona        |                                    |   |        |
| 14/09/2002 | Mottin Romuald        | 24 | Cabo          | Militar de rango  | Champerret    | Incendio de una finca urbana.                   | Manga               |                                    |   |        |
| 14/09/2002 | Pilorge Gwénael       | 23 | Cabo          | Militar de rango  | Champerret    | Incendio de una finca urbana.                   | Morbihan            |                                    |   |        |
| 07/07/2000 | Baudry Anthony        | 24 | 1.ª clase     | Militar del rango | Nativité      | Explosión de una canalización.                  | /                   | [ 34 ]                             |   |        |
| 23/07/1998 | Maignan Nicolas       | 27 | Teniente      | Oficial           | /             | Ahogamiento.                                    | /                   | [ 35 ]                             |   |        |
| 12/08/1994 | Bellier Luc           | 27 | Cabo-jefe     | Militar de rango  | 12            | Electrocución durante un incendio.              | /                   | [ 36 ]                             |   |        |
| 20/05/1990 | Guillamot Loïc        | 22 | 1.ª clase     | Militar de rango  | Bondy         | Accidente delitar del rango                     | /                   | Electrocución durante un incendio. | / | [ 37 ] |
| 09/11/1982 | Rodé Philippe         | 22 | 2.ª clase     | Militar de rango  | /             | Incendio de una imposición.                     | /                   | [ 38 ]                             |   |        |
| 28/01/1977 | Eluard Maurice        | 48 | Ayudante-jefe | Bajo-oficial      | /             | Accidente de helicóptero.                       | /                   | [ 39 ]                             |   |        |
| 30/10/1975 | Guignard Christian    | 26 | Cabo-jefe     | Militar de rango  | Saint-Cloud   | Malestar durante un incendio.                   | /                   | [ 40 ]                             |   |        |
| 02/10/1968 | Rémy André            | 21 | 2.ª clase     | Militar de rango  | /             | Incendio de un pabellón.                        | /                   | [ 41 ]                             |   |        |

## Galería
|                  |
| Brazo articulado |

|             |
| Renault ZOE |

|                     |
| Bomba Urbana Pesada |

|                                       |
| Vehículo de apoyo a grandes incendios |

|                            |
| Unidad de rescate acuático |

|                         |
| Ambulancia medicalizada |

|                                                        |
| Vehículo de socorro y asistencia a víctimas de la BSPP |

|                                                        |
| Vehículo de socorro y asistencia a víctimas de la BSPP |

|         |
| Bombero |

|                   |
| Vehículo de mando |